# Mohavea breviflora
Mohavea breviflora är en grobladsväxtart som beskrevs av Frederick Vernon Coville. Mohavea breviflora ingår i släktet Mohavea och familjen grobladsväxter. Inga underarter finns listade i Catalogue of Life.

## Bildgalleri

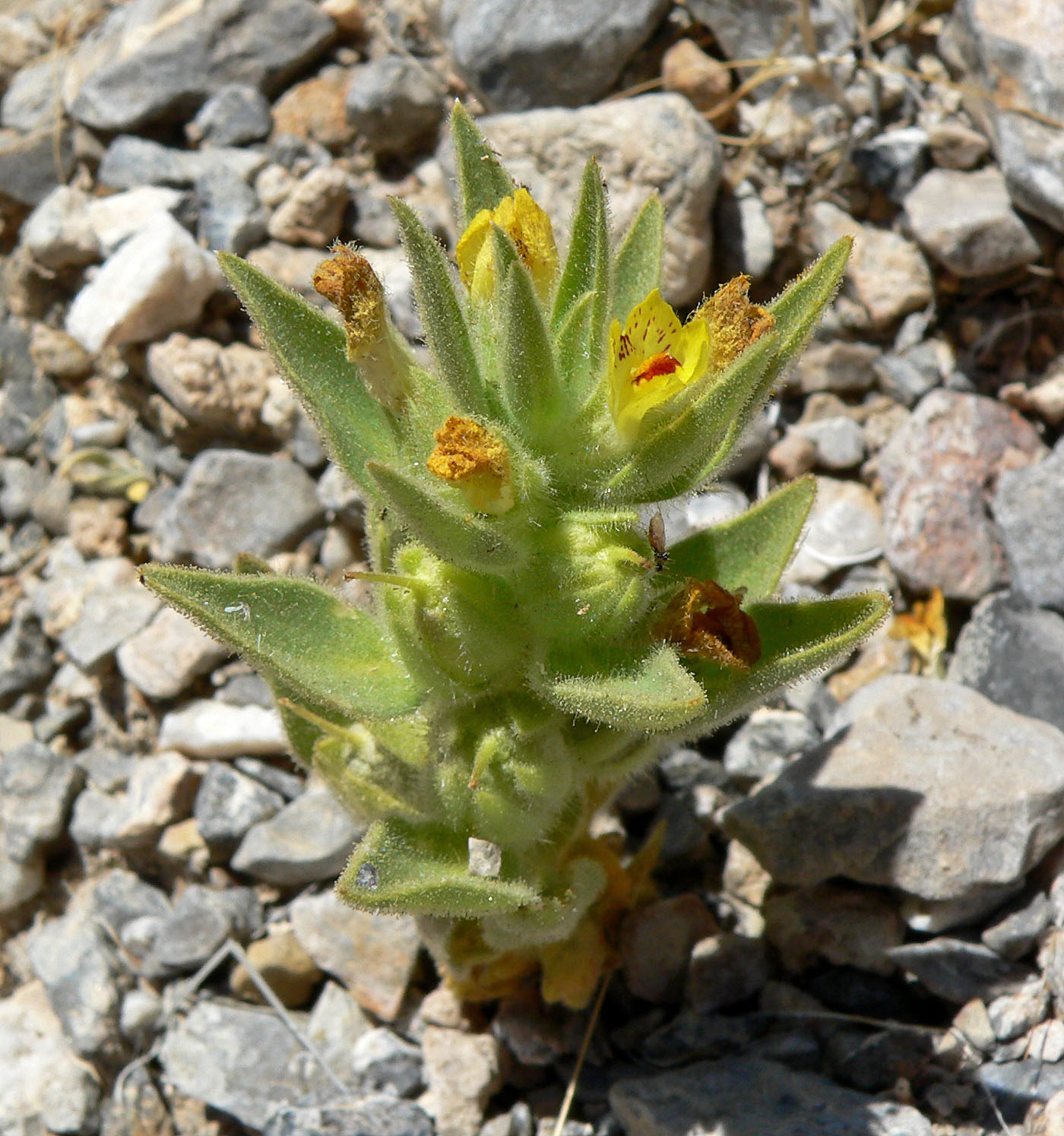
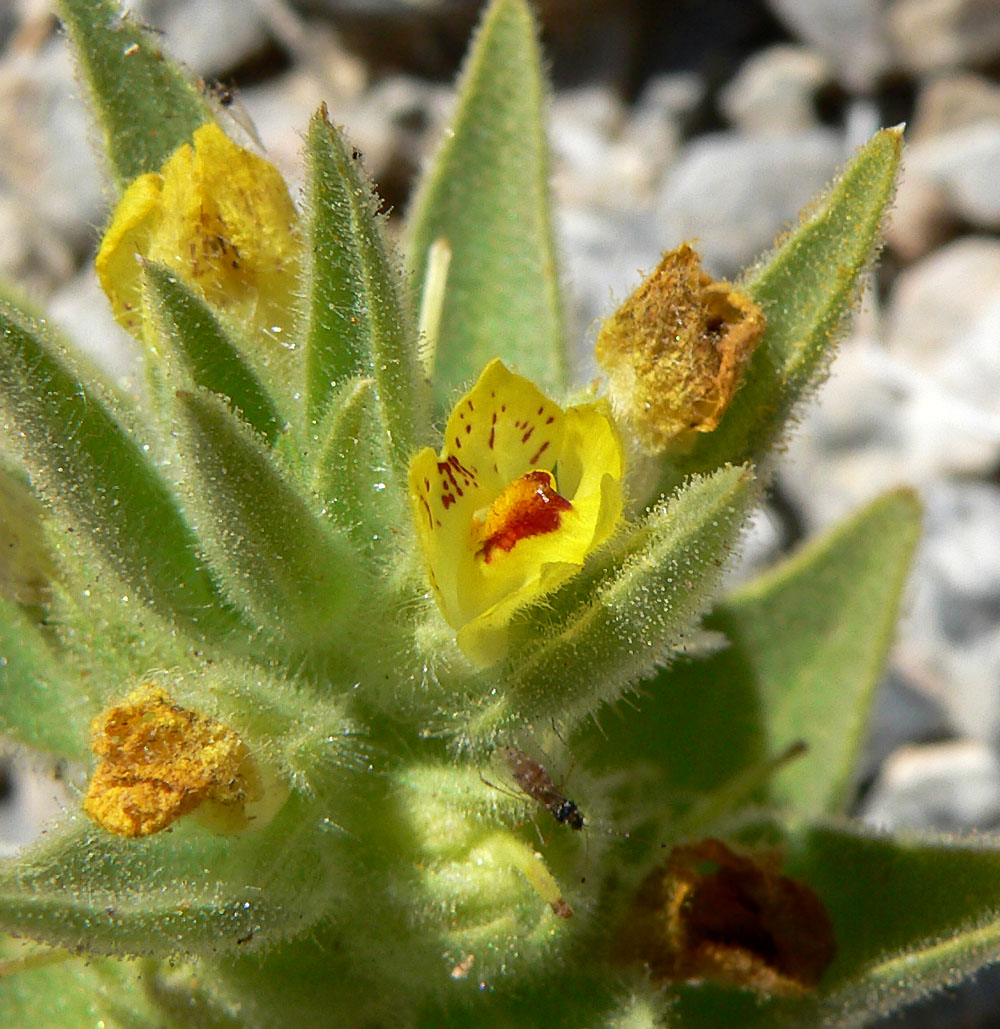
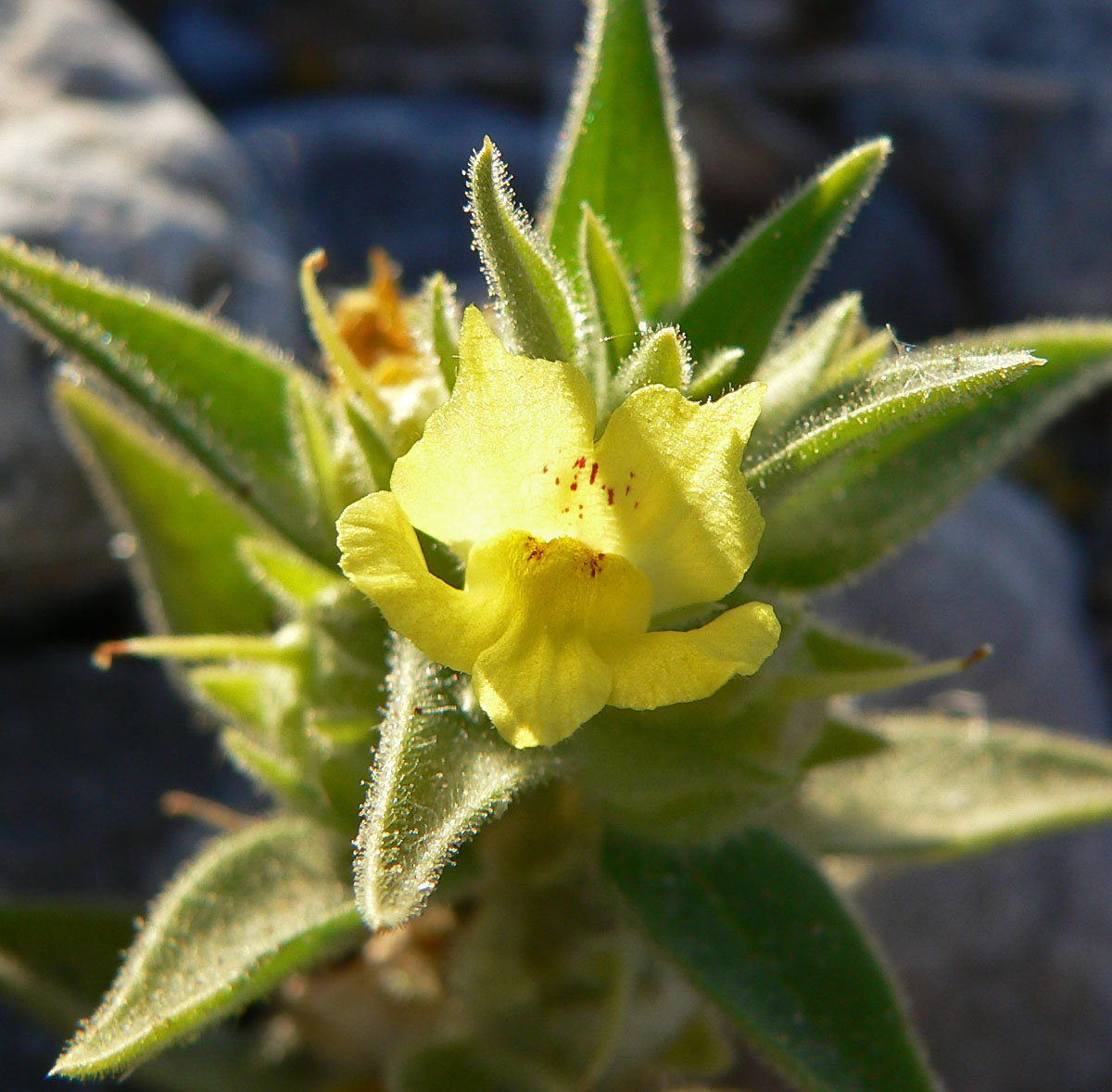
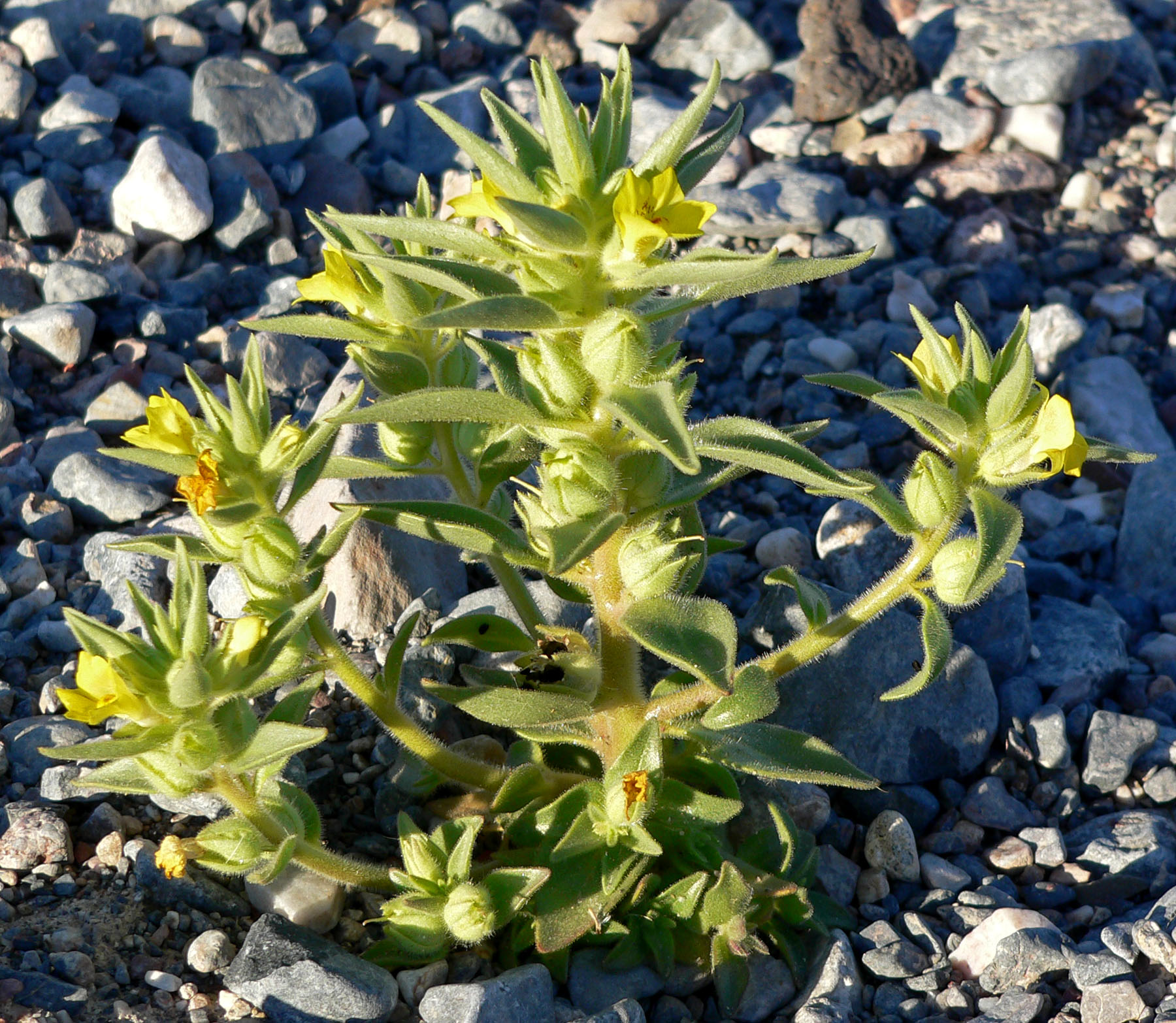
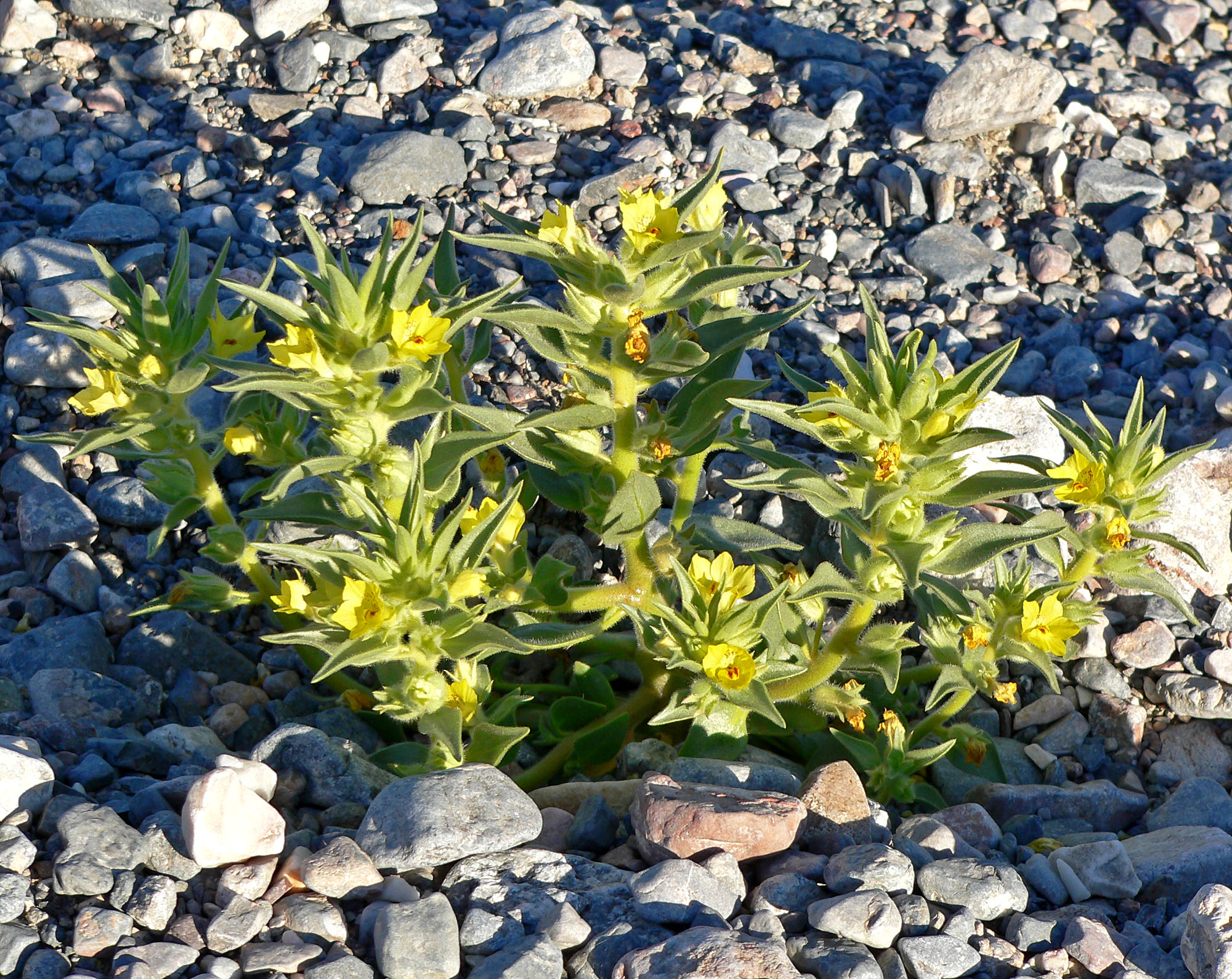
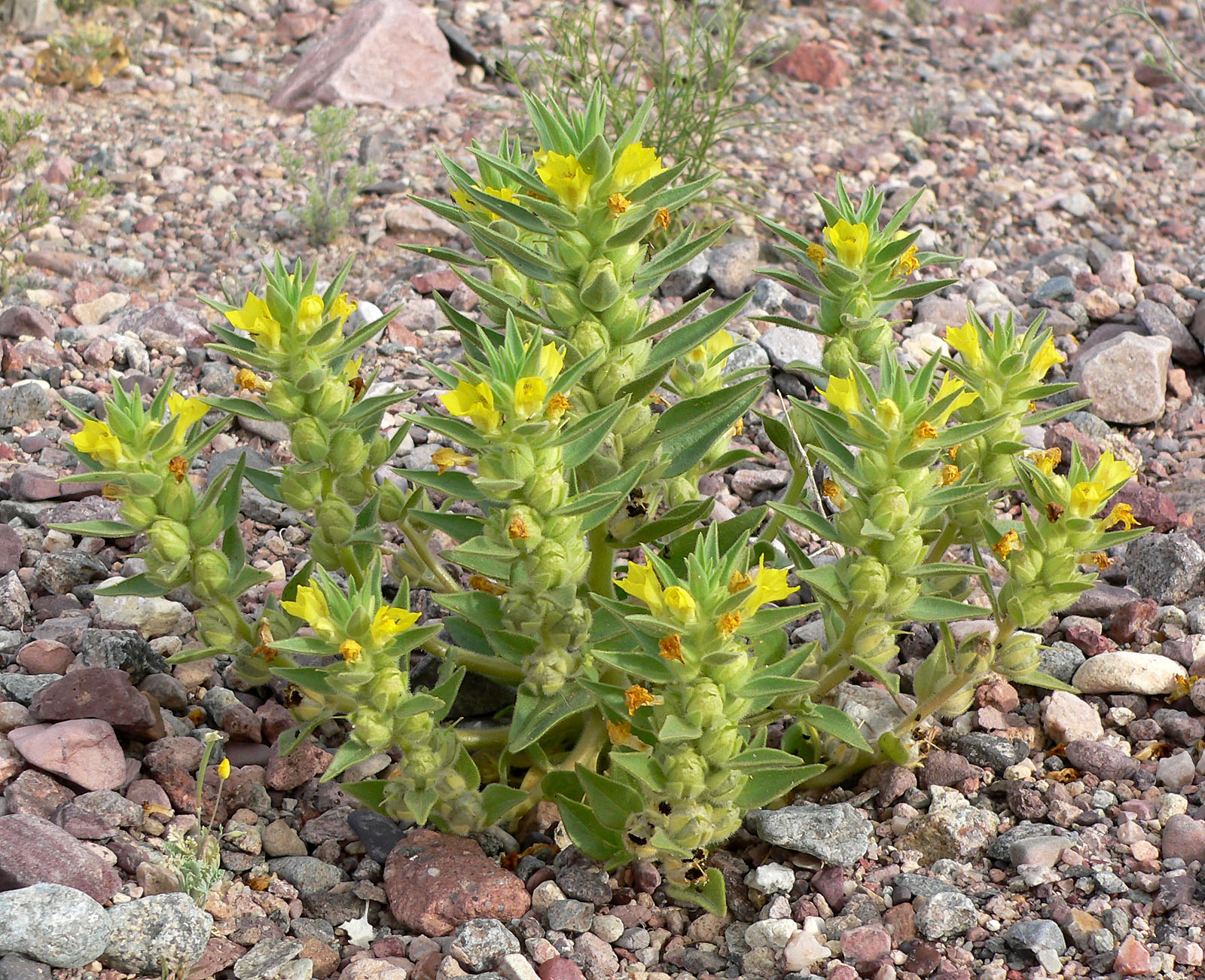